# Dálnice v Moldavsku
Moldavsko nemá téměř žádné dálnice, tedy silnice, odpovídající evropským klasifikacím pro dálnici. Jedná se většinou pouze o                     dvouproudé silnice, tvořící moldavské hlavní dopravní tahy. Všechny tyto cesty mají zpevněný povrch, což nebývá v Moldavsku pravidlem. Některé cesty jsou stále nezpevněné a ještě čekají na přebudování. Maximální povolená rychlost na dálnicích je pro osobní automobily 110 km/h. Dálnice jako takové v Moldavsku nejsou zpoplatněné, nicméně zpoplatněn je celkově přístup na všechny silniční komunikace a to výběrem poplatku na hraničních přechodech a to jak mezi okolními státy, tak mezi neuznanou republikou Podněstří a zbytkem Moldavska. 

## Seznam dálnic
Dálnice jsou v Moldavsku označovány písmenem M (magistrala - rumunsky dálnice, hlavní silnice)
| Číslo               | Trasa                                                                                        | Konečná délka (km) |
| ------------------- | -------------------------------------------------------------------------------------------- | ------------------ |
| Schild M1 Moldavië  | Kišiněv - Leușeni - Rumunsko                                                                 | 97                 |
| Schild M2 Moldavië  | Kišiněv - Orhei - Tintăreni - Saroca - ( Podněstří) - Ukrajina                               | 155                |
| Schild M3 Moldavië  | Kišiněv - Răzeni - Cimișlia - Comrat - Vulcănești - Giurgiulești - Rumunsko                  | 180                |
| Schild M4 Moldavië  | ( Podněstří) - Tiraspol - Grigoriopol - Dubăsari - Rîbnița - Kamenka - Hristovaia - Ukrajina | 178                |
| Schild M14 Moldavië | Ukrajina - ( Podněstří) - Kišiněv - Mărăndeni - Ukrajina                                     | 370                |
| Schild M21 Moldavië | Kišiněv - ( Podněstří) - Dubăsari - Goianul Nou - Ukrajina                                   | 60                 |

Poznámka: města vyznačená kurzívou se nachází na území de facto nezávislé republiky Podněstří